# لوسیوس کیو. سی. لمار
لوسیوس کیو. سی. لمار (به انگلیسی: Lucius Q. C. Lamar) سناتور سابق عضو حزب دموکرات ایالات متحده آمریکا بود. وی در سال ۱۸۷۷ تا ۱۸۸۵ میلادی سناتور ایالت میسیسیپی در سنای ایالات متحده آمریکا بود.